# Jeff Hordley
Jeffrey "Jeff" Percy (Oldham, Lancashire; 7 de marzo de 1970), más conocido como Jeff Hordley, es un actor inglés, conocido por interpretar a Cain Dingle en la serie Emmerdale Farm.

## Biografía
En 1994 Jeff conoció y comenzó a salir con la actriz Zoe Henry, Jeff le propuso matrimonió en el 2003 y la pareja se casó el 3 de agosto del mismo año, en el 2005 tuvieron su primera hija juntos, Violet y a su segundo hijo, Stan en abril del 2008.
En 1996 Jeff fue diagnosticado con la Enfermedad de Crohn, una enfermedad incurable que ocasiona que se inflame el tracto gastrointestinal, actualmente Jeff se encuentra en remisión.

## Carrera
Jeff trabaja como DJ, tiene su propio show llamado "Songs of Praise" el cual se transsmite los sábados de 2 - 4pm por medio de Oldham-based 96.2 en la estación de radio The Revolution. En 1998 apareció en la serie en la exitosa serie británica Coronation Street donde interpretó a Wayne, anteriormente había interpretado a un gerente de un club en la serie durante el episodio # 1.4189 en 1997.
El 30 de marzo del 2000 se unió a la exitosa serie británica Emmerdale Farm donde interpreta al chico malo, peligroso y coqueto Cain Dingle, hasta ahora. Jeff dejó la serie en el 2006 sin embargo regresó en el 2009 y desde entonces aparece.
En el 2008 interpretó a Stan Keaton en un episodio de la serie Heartbeat, anteriormente había aparecido en la serie en el episodio "Playing with Trains" donde dio vida a Mark Mullins en 1997. 

## Filmografía

### Series de televisión
| Año                          | Título            | Personaje   | Notas                         |
| ---------------------------- | ----------------- | ----------- | ----------------------------- |
| 2000 - 2006, 2009 - presente | Emmerdale Farm    | Cain Dingle | 1,769 episodios               |
| 2008                         | Heartbeat         | Stan Keaton | episodio "The Heart of a Man" |
| 2000                         | Children's Ward   | Anderson    | -                             |
| 2000                         | City Central      | Kevo        | episodio "Everything Must Go" |
| 1998                         | Coronation Street | Wayne       | episodio # 1.4516             |

### Películas
| Año  | Título           | Personaje | Notas                                                 |
| ---- | ---------------- | --------- | ----------------------------------------------------- |
| 2007 | Northern Cowboys | Carl      | corto - junto a Stephen Billington & Sarah Jayne Dunn |
| 2004 | Punch            | Punch     | corto - junto a Suranne Jones                         |

### Teatro
| Año         | Obra          | Personaje | Teatro                       |
| ----------- | ------------- | --------- | ---------------------------- |
| 2009        | The Caretaker | Mick      | Bolton's Octagon Theatre     |
| 2008        | Animal Farm   | Napoleon  | The West Yorkshire Playhouse |
| 2006 - 2007 | Mother Goose  | -         | Churchill Theatre            |

## Premios y nominaciones
| Año  | Categoría                                        | Premio                | Serie          | Resultado |
| ---- | ------------------------------------------------ | --------------------- | -------------- | --------- |
| 2019 | Best Actor                                       | British Soap Award    | Emmerdale Farm | Nominado  |
| 2018 | Best Male Dramatic Performance                   | British Soap Award    | Emmerdale Farm | Nominado  |
| 2016 | Best Bad Boy                                     | Inside Soap Award     | Emmerdale Farm | Nominado  |
| 2014 | Best Actor                                       | British Soap Award    | Emmerdale Farm | Nominado  |
| 2013 | Best Soap Actor                                  | TV Choice Award       | Emmerdale Farm | Nominado  |
| 2013 | Best Actor                                       | British Soap Award    | Emmerdale Farm | Nominado  |
| 2012 | Best Bad Boy                                     | Inside Soap Award     | Emmerdale Farm | Nominado  |
| 2012 | Best On-Screen Partnership (junto a Emma Atkins) | British Soap Award    | Emmerdale Farm | Nominados |
| 2012 | Best Dramatic Perfromance                        | British Soap Award    | Emmerdale Farm | Nominado  |
| 2011 | Best On-Screen Partnership (junto a Emma Atkins) | TV Now Magazine Award | Emmerdale Farm | Nominados |
| 2010 | Villain of the Year                              | British Soap Award    | Emmerdale Farm | Nominado  |
| 2007 | Best Exit                                        | TV Now Magazine Award | Emmerdale Farm | Nominado  |
| 2007 | Best Single Episode (junto a Patsy Kensit)       | British Soap Award    | Emmerdale Farm | Nominados |